# Breezy Johnson
Breanna Noble „Breezy“ Johnson (* 19. Januar 1996 in Jackson, Wyoming) ist eine US-amerikanische Skirennläuferin. Sie ist auf die schnellen Disziplinen Abfahrt und Super-G spezialisiert. 2025 wurde sie Doppelweltmeisterin in der Abfahrt und in der Team-Kombination.

## Biografie

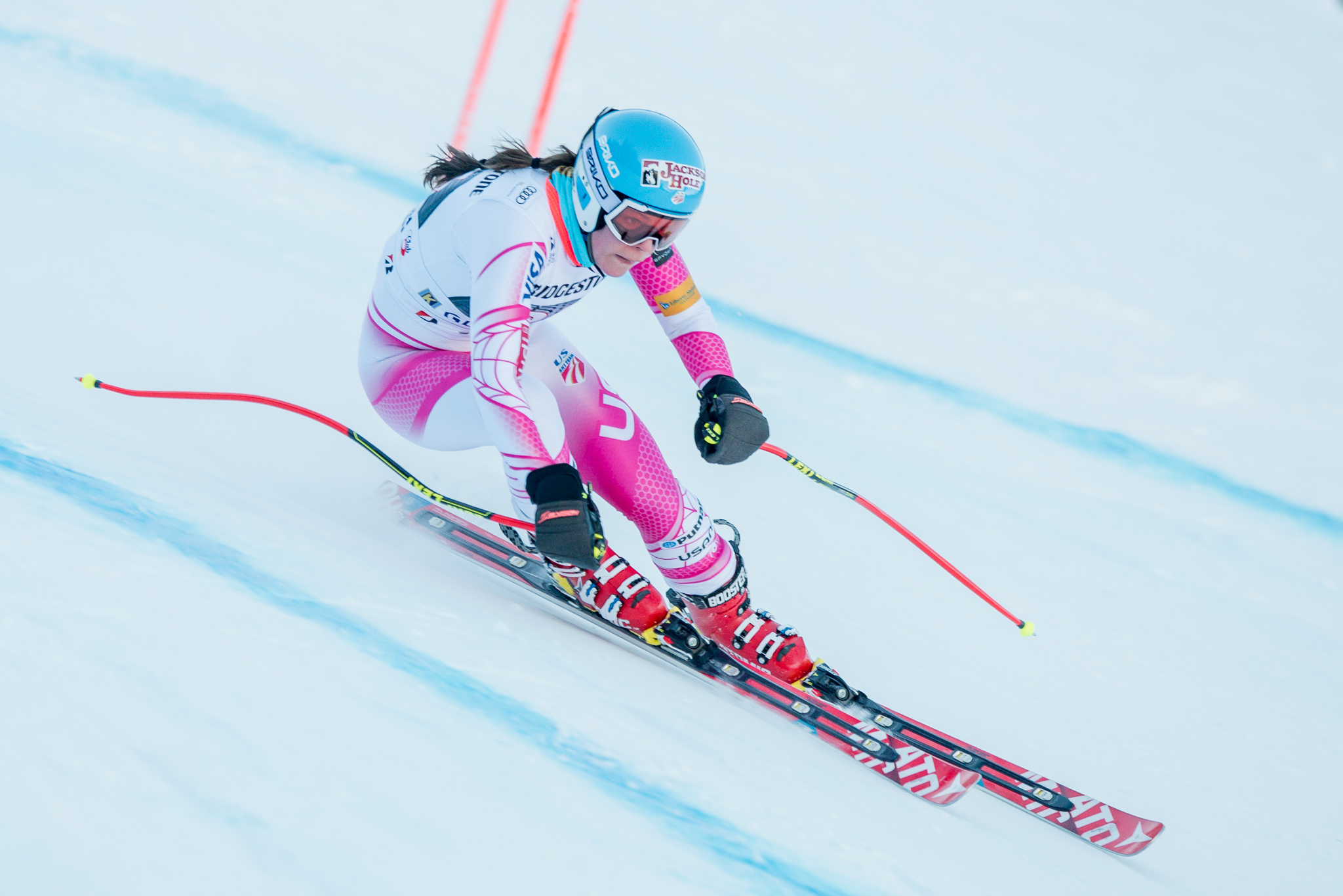
Kandahar-Abfahrt 2017

Breezy Johnson kam 1996 in Jackson, Wyoming, zur Welt und wuchs im nahegelegenen Victor auf. Im Alter von drei Jahren begann sie mit dem Skifahren und absolvierte, trainiert von ihrem Vater, im Kindergarten erste Rennen. Mit 13 wechselte sie nach einigen Jahren im Jackson Hole Ski Club an die Rowmark Ski Academy in Salt Lake City.
Im Alter von 15 Jahren bestritt sie ihre ersten FIS-Rennen und feierte noch vor dem 16. Geburtstag ihren ersten Sieg in einem Riesenslalom. Bei den Juniorenweltmeisterschaften 2014 in Jasná erreichte Johnson Rang 15 in der Abfahrt und schaffte damit das beste Resultat in der Klasse U18. Bei zwei weiteren Juniorentitelkämpfen blieb ihr bestes Ergebnis ein vierter Rang 2016 in der Abfahrt von Sotschi. Im Nor-Am Cup konnte sie sich bereits in der Saison 2013/14 mit einem fünften Gesamtrang in der Abfahrtswertung etablieren. Nach zwei Siegen in dieser Rennserie gewann sie die Abfahrtswertung der Saison 2015/16 und erhielt damit einen fixen Startplatz für den kommenden Weltcupwinter.
Ihr Weltcup-Debüt gab Johnson am 4. Dezember 2015 in der Abfahrt von Lake Louise. Ebendort gewann sie ein Jahr später mit einem überraschenden elften Platz in der Abfahrt sowie einem 16. Rang im Super-G erstmals Weltcuppunkte. Im Januar 2017 konnte sie das Abfahrtsergebnis in Garmisch-Partenkirchen wiederholen und qualifizierte sich mit einem starken zehnten Platz in Cortina d’Ampezzo für die Weltmeisterschaften 2017 in St. Moritz. Dort belegte sie die Ränge 15 und 28 in Abfahrt und Super-G, in der Kombination schied sie aus. Mit drei Top-10-Platzierungen, darunter Rang vier in der Abfahrt von Garmisch, reiste sie zu den Olympischen Winterspielen 2018 nach Pyeongchang und erreichte neben einem siebenten Rang in der Abfahrt Platz 14 im Super-G.
Im September 2018 erlitt sie im Training in El Colorado einen Kreuzbandriss im rechten Knie und fiel für die gesamte WM-Saison aus. Nachdem sie im folgenden Winter ihr Comeback gegeben hatte, erreichte sie im Dezember 2020 mit zwei dritten Rängen in den Abfahrten von Val-d’Isère ihre ersten Weltcup-Podestplätze. Zwei weitere dritte Plätze folgten im Januar 2021 in St. Anton am Arlberg und Crans-Montana. Bei den Weltmeisterschaften 2021 in Cortina d’Ampezzo ging sie erstmals als Mitfavoritin an den Start, musste sich in der Abfahrt nach einem Fehler im oberen Streckenteil aber mit Rang neun begnügen. Bei einem Sturz im Training zur Abfahrt in Cortina d’Ampezzo erlitt Johnson am 25. Januar 2022 einen Knorpelschaden und verpasste den Rest der Saison.
Im November 2022 outete sich Johnson als erste aktive alpine Skirennläuferin als bisexuell.
Am 14. Mai 2024 wurde Johnson rückwirkend für 14 Monate gesperrt, nachdem sie innerhalb eines Jahres dreimal nicht für Dopingtests anwesend war. Die Dopingsperre endete am 10. Dezember 2024. Nach dem Comeback fuhr sie auf Anhieb wieder in die Punkteränge und erreichte als Abfahrtsvierte in Garmisch ein Spitzenergebnis. Bei den Weltmeisterschaften in Saalbach gewann sie nach Rang 19 im Super-G überraschend die Goldmedaille in der Abfahrt. Drei Tage später holte sie nach der drittbesten Abfahrtszeit gemeinsam mit Mikaela Shiffrin auch Gold in der erstmals ausgetragenen Team-Kombination. Wenige Wochen danach fuhr sie als Dritte in Kvitfjell erstmals seit mehr als drei Jahren wieder auf ein Weltcup-Podest.

## Erfolge

### Olympische Spiele
- Pyeongchang 2018: 7. Abfahrt, 14. Super-G

### Weltmeisterschaften
- St. Moritz 2017: 15. Abfahrt, 28. Super-G
- Cortina d’Ampezzo 2021: 9. Abfahrt, 15. Super-G
- Méribel 2023: 24. Super-G
- Saalbach-Hinterglemm 2025: 1. Abfahrt, 1. Team-Kombination, 19. Super-G

### Weltcup
- 25 Platzierungen unter den besten zehn, davon 8 Podestplätze

### Weltcupwertungen
| Saison  | Gesamt                              | Gesamt                              | Abfahrt                             | Abfahrt                             | Super-G                             | Super-G                             | Kombination                         | Kombination                         |
| Saison  | Platz                               | Punkte                              | Platz                               | Punkte                              | Platz                               | Punkte                              | Platz                               | Punkte                              |
| ------- | ----------------------------------- | ----------------------------------- | ----------------------------------- | ----------------------------------- | ----------------------------------- | ----------------------------------- | ----------------------------------- | ----------------------------------- |
| 2015/16 | 125.                                | 3                                   | 50.                                 | 3                                   | –                                   | –                                   | –                                   | –                                   |
| 2016/17 | 53.                                 | 146                                 | 18.                                 | 119                                 | 36.                                 | 27                                  | –                                   | –                                   |
| 2017/18 | 39.                                 | 191                                 | 11.                                 | 178                                 | 44.                                 | 13                                  | –                                   | –                                   |
| 2018/19 | verletzungsbedingt keine Ergebnisse | verletzungsbedingt keine Ergebnisse | verletzungsbedingt keine Ergebnisse | verletzungsbedingt keine Ergebnisse | verletzungsbedingt keine Ergebnisse | verletzungsbedingt keine Ergebnisse | verletzungsbedingt keine Ergebnisse | verletzungsbedingt keine Ergebnisse |
| 2019/20 | 38.                                 | 162                                 | 20.                                 | 136                                 | 41.                                 | 14                                  | 30.                                 | 12                                  |
| 2020/21 | 17.                                 | 367                                 | 4.                                  | 330                                 | 30.                                 | 37                                  | –                                   | –                                   |
| 2021/22 | 28.                                 | 322                                 | 9.                                  | 240                                 | 24.                                 | 82                                  | –                                   | –                                   |
| 2022/23 | 35.                                 | 249                                 | 11.                                 | 222                                 | 38.                                 | 27                                  | –                                   | –                                   |

### Nor-Am Cup
- Saison 2013/14: 5. Abfahrtswertung
- Saison 2014/15: 5. Abfahrtswertung, 6. Super-G-Wertung
- Saison 2015/16: 6. Gesamtwertung, 1. Abfahrtswertung, 4. Super-G-Wertung, 6. Kombinationswertung
- 4 Podestplätze, davon 2 Siege:

| Datum             | Ort         | Land   | Disziplin |
| ----------------- | ----------- | ------ | --------- |
| 11. Dezember 2015 | Lake Louise | Kanada | Abfahrt   |
| 13. März 2016     | Aspen       | USA    | Abfahrt   |

### Juniorenweltmeisterschaften
- Jasná 2014: 15. Abfahrt, 31. Super-G, 51. Super-Kombination
- Hafjell 2015: 13. Abfahrt, 27. Super-G, 38. Super-Kombination
- Sotschi 2016: 4. Abfahrt

### Weitere Erfolge
- US-Jugendmeisterin in der Abfahrt 2016
- 2 Podestplätze im Europacup, davon 1 Sieg
- 5 Siege in FIS-Rennen